# Borgo Giuseppino

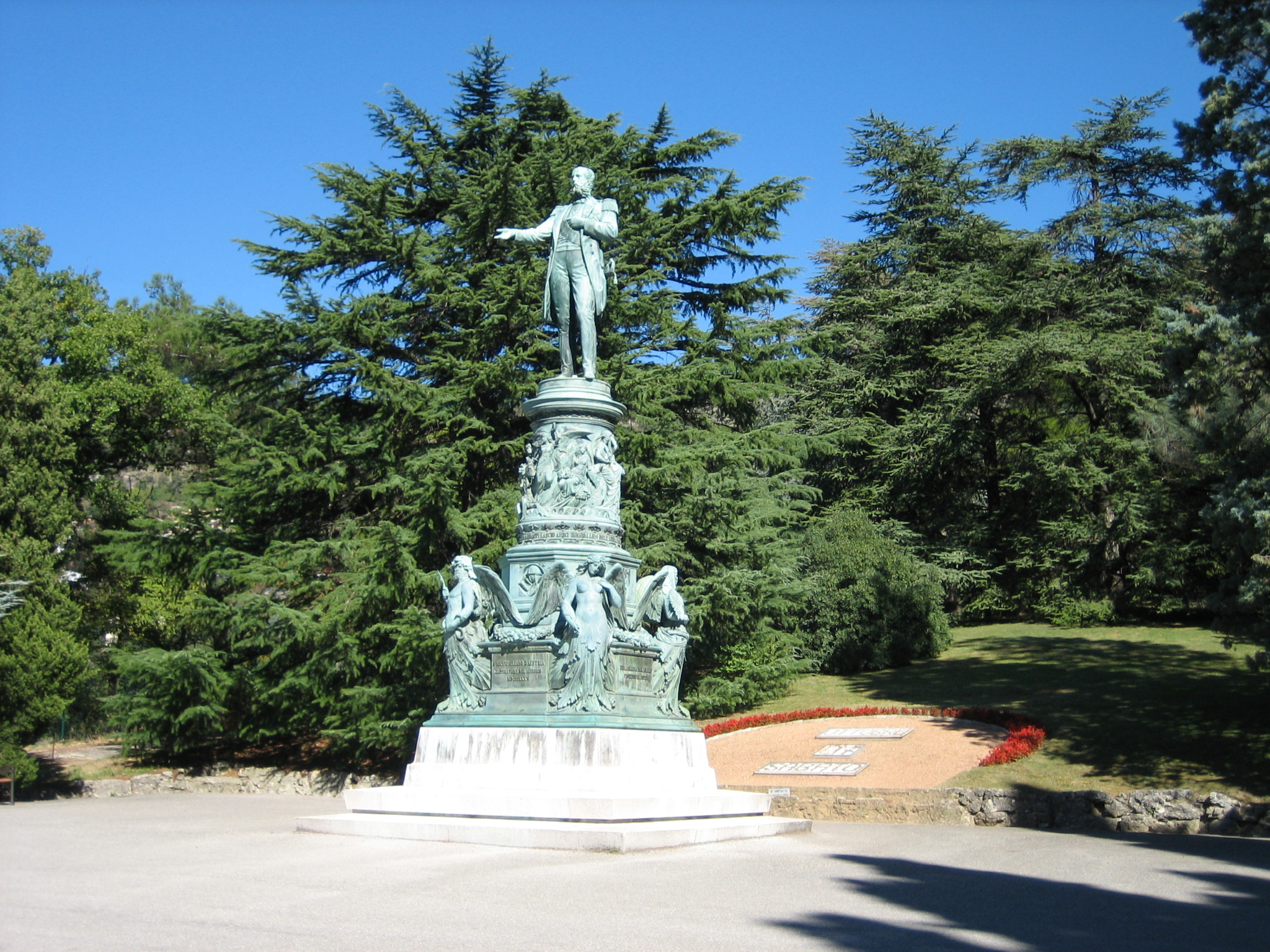
Statua dell'Arciduca
Massimiliano d'Austria, fino alla fine del 2008 nel parco del Castello di Miramare, oggi in Piazza Venezia

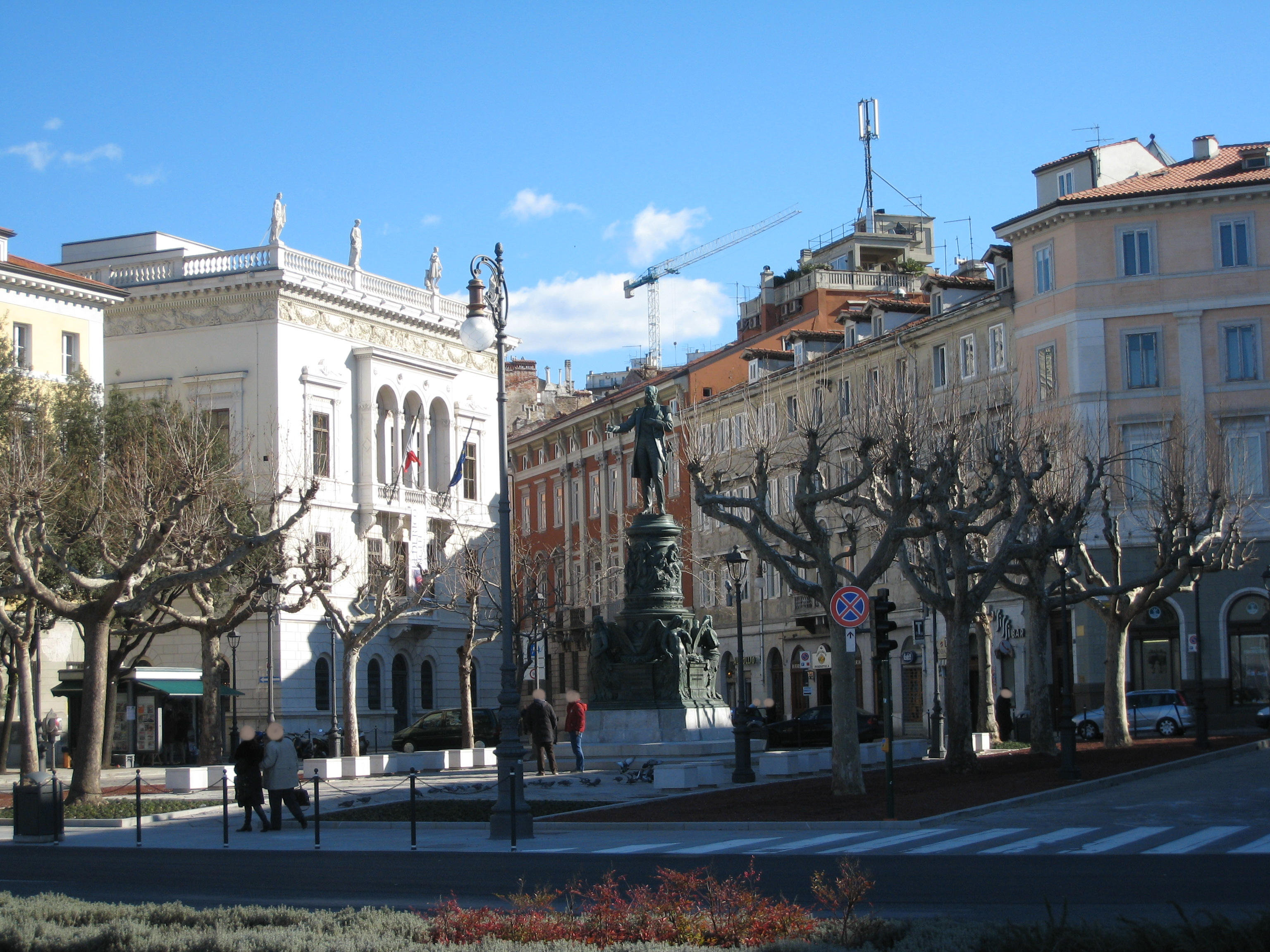
Piazza Venezia oggi

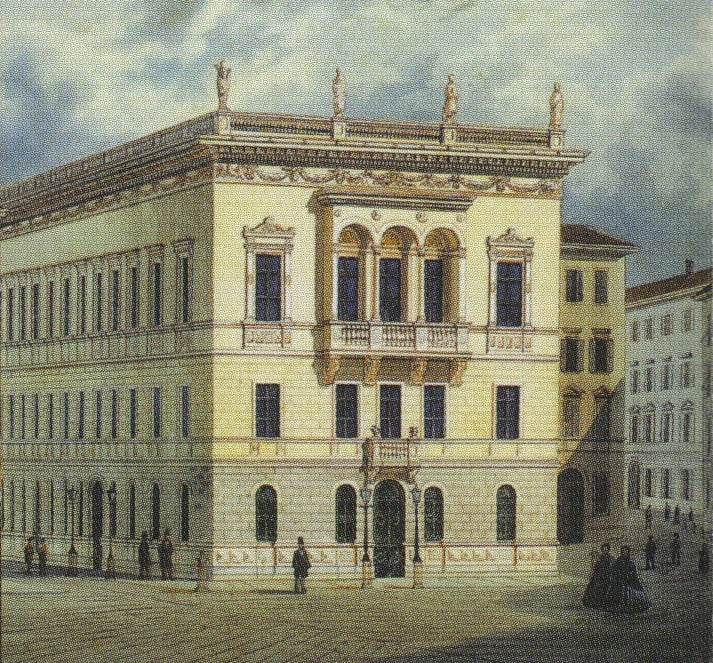
Il palazzo del Museo Revoltella

Il Borgo Giuseppino è un quartiere di Trieste progettato e costruito a partire dalla fine del XVIII secolo. Il nome deriva dall'Imperatore del Sacro Romano Impero Giuseppe II d'Asburgo-Lorena, figlio dell'Imperatrice Maria Teresa d'Austria, che continua il periodo di riforme già avviato dalla madre.
Il borgo si estende fuori dalle Mura dell'antica Porta Cavana e raggiunge il terreno del Lazzaretto di San Carlo. 
Dopo che la città si era espansa nel Borgo Teresiano, luogo occupato prima dalle saline, aveva bisogno di nuovi e numerosi spazi, data la crescita vertiginosa a cui stava assistendo.
Il progetto per la costruzione del quartiere fu avviato a partire dal 1788 grazie anche alla bravura e all'impronta che l'architetto Domenico Corti volle dare all'intera area (nel Borgo Giuseppino gli è pure intitolata una via) e, una volta demoliti i vecchi conventi ed i cimiteri lì presenti, nel 1825 si procedette all'interramento del lungomare lungo le odierne Rive Grumula e Dei Pescatori creando due file di isolati.
Già dal 1824 erano pronti i progetti dei palazzi che si sarebbero dovuti affacciare al lungomare nonché il nuovo slargo che si stava pian piano formando verso la fine dell'odierna Via del Lazzaretto Vecchio (per altro citata in un'opera di Umberto Saba). La piazza prese subito il nome di Piazza Giuseppina, naturalmente prolungata verso il mare grazie al molo che ne portava lo stesso nome.

## Piazza Venezia
La piazza che anticamente era intitolata all'Imperatore oggi si chiama piazza Venezia.
Nel 1867 il principe Massimiliano d'Austria, imperatore del Messico e fratello dell'imperatore d'Austria - Ungheria Francesco Giuseppe, cadde assassinato dai ribelli messicani. 
Il legame che univa il principe alla città di Trieste era molto forte. Lo stesso Massimiliano aveva scelto il capoluogo giuliano per erigere il castello di Miramare sua residenza.
Nel 1875 si decise per la costruzione di un monumento che ricordasse l'imperatore Massimiliano, in divisa da contrammiraglio della flotta austriaca e con il braccio proteso verso il mare e il suo castello (opera dello scultore Giovanni Schilling da Dresda).
A seguito del passaggio di Trieste all'Italia nel 1918 la piazza fu oggetto di un ripensamento da parte dell'amministrazione comunale.
Dietro forti impulsi nazionalisti che volevano cancellare la presenza e il passato asburgico della città, il nome della piazza venne cambiato da Giuseppina a Venezia (città che fra l'altro era stata per anni avversaria del capoluogo giuliano) e la statua del principe Massimiliano venne smontata e collocata in un magazzino. 
Tornerà alla luce solo nel 1961 e verrà collocata nel parco del castello di Miramare.
Al suo posto venne posizionata la fontana del Nettuno (di Giovanni Mazzoleni) che era precedentemente collocata in piazza della Borsa.
Negli ultimi mesi del 2008 la piazza è stata oggetto di una riqualificazione totale che ha portato alla pavimentazione in pietra originale di masegno, nuove panchine e nuovi arredi urbani.
Diverse le ipotesi che nel corso degli anni sono state espresse sulla piazza. Alcuni proponevano di lasciare la fontana del Nettuno nella sua posizione, altri avrebbero preferito che al posto della fontana fosse costruita una statua a ricordo di mons. Santin (vescovo di Trieste e Capodistria durante la seconda guerra mondiale). La soluzione finale ha visto invece il ritorno della statua di Massimiliano nella sua collocazione originale.
Da gennaio 2009 la piazza è stata riaperta al traffico pedonale e veicolare (prevalentemente autobus urbani e taxi) e la fontana del Nettuno è stata ricollocata nuovamente in piazza della Borsa, suo sito originale.

### Museo Revoltella
Sulla piazza nel 1854 - 1858 viene costruita la dimora del barone Pasquale Revoltella. Alla sua morte il barone lasciò tutti i suoi scritti e la sua collezione d'arte al Comune di Trieste con l'obbligo per quest'ultimo, di renderli accessibili e pubblici.
Nel corso del XX secolo il museo Revoltella è diventato una delle gallerie d'arte moderna più prestigiose del Paese.